# 1985 في غيانا
فيما يلي قوائم الأحداث التي وقعت خلال عام 1985 في غيانا.

## سياسة

### تعيين في المنصب
- 6 أغسطس – ديزموند هويت رئيس غيانا.

### انتهاء فترة المنصب
- 6 أغسطس – ديزموند هويت رئيس وزراء غويانا [الإنجليزية]‏.
- 6 أغسطس – فوربس بورنهام رئيس غيانا.

## مواليد

### يناير
- 1 يناير – كلير فرازير درّاجة طريق غيانية.

### أبريل
- 3 أبريل – كليفلاند فورد منافِس أوليمبي غياني.

## وفيات

### أغسطس
- 6 أغسطس – فوربس بورنهام (مواليد 1923) سياسي غياني.